# Buslijn 34 (Amsterdam)

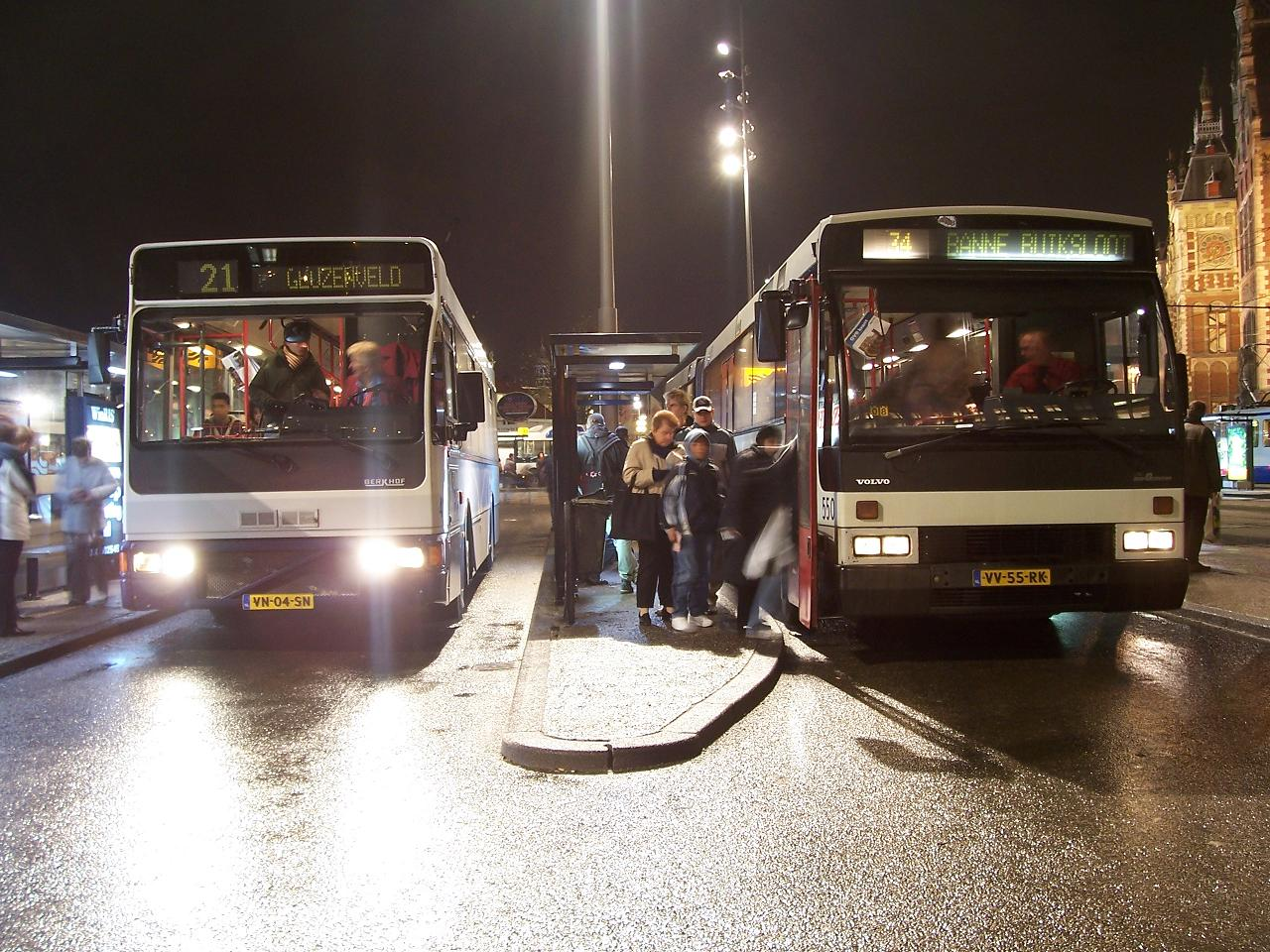
Volvo-Den Oudsten bus van lijn 34 samen met een collega van lijn 21 aan het Centraal Station in 2005.

Buslijn 34 is een Amsterdamse buslijn geëxploiteerd door het GVB en verbindt het Olof Palmeplein met metrostation Noord de wijken Banne Buiksloot en Floradorp en het metrostation Noorderpark.

## Geschiedenis

### Lijn L
Lijn 34 rijdt al meer dan 96 jaar in Amsterdam en werd als lijn L ingesteld op 27 september 1928 en verbond Floradorp via de Meeuwenlaan en de Valkenwegpont over het IJ met het Beursplein. In 1931 werd de lijn ingekort tot het Stationsplein en in 1932 werd de lijn verlegd naar de Buiksloterweg en moesten de passagiers te voet met de pont mee waarna men op de Ruijterkade gebruik kon maken van tramlijn 22 om het Centraal Station. Voor wie een overstapje had was de rit gratis anders moest men één cent betalen.
In 1940 werd de lijn tijdelijk opgeheven en werden de passagiers verwezen naar lijn B. Na de oorlog kwam de lijn pas terug in 1947.

### Lijn A
In 1951 werd lijn L zonder routewijziging verletterd in lijn A. Hierdoor ontstond er voor de passagiers meer duidelijkheid omdat nu de lijnen A, B en C in noord reden in plaats van lijn B, C en L. De letter L werd echter gelijk opnieuw gebruikt nu voor een nieuwe buslijn die tramlijn 18 verving.
In de zomer van 1962 werd de lijn vanwege personeelstekort tijdelijk opgeheven. De passagiers werden verwezen naar lijn B welke lijn een kleine routewijziging kreeg. Op 14 juni 1965 werd de lijn rechtgetrokken via de Kamperfoelieweg en vanaf de Floraweg doorgetrokken naar de nieuwe wijk Banne Buiksloot over een tijdelijke verbindingsweg en kreeg een eindpunt bij de Statenjachtstraat. Het traject door de Sneeuwbalstraat en Sneeuwbalweg in Floradorp verviel hierbij.

### Lijn 34

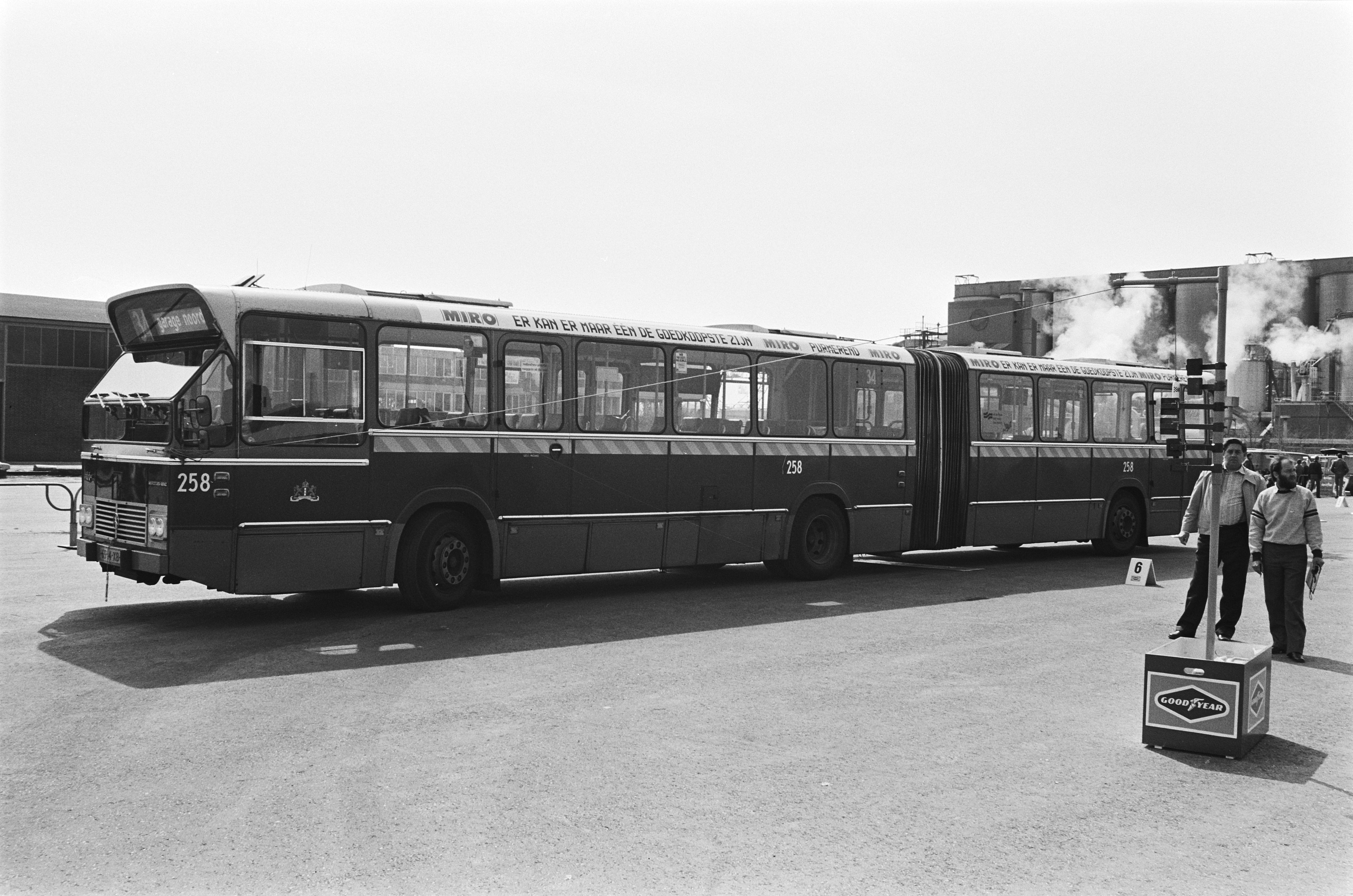
Mercedes-Hainje gelede bus van lijn 34 bij behendigheidstoernooi in 1982, tussen 1978 en 1984 reed dit materieel lijn 34

Op 27 maart 1966 werd de lijn vernummerd in lijn 34 zonder routewijziging. Op 31 oktober 1968 werd de lijn vanaf het Mosplein verlegd via de toen geopende IJ-tunnel naar het Stationsplein. Op 22 september 1969 werd de route verlegd via de gereed gekomen Verlengde Kamperfoelieweg.
Op 22 november 1970 werd lijn 34 omgezet in een Enhabo spitslijn omdat de Enhabo lijnen  
1 en 2 werden opengesteld voor stadsvervoer en buiten de spitsuren verlegd via Banne Buiksloot ter vervanging van lijn 34. Dit omdat de gemeente Amsterdam 80% van de aandelen van de Enhabo had overgenomen en op deze manier efficiënter kon werken door het streekvervoer in te schakelen voor het verzorgen van stadsvervoer. Het werd echter geen succes omdat de bewoners van de Banne met volle bussen te maken kregen en de doorgaande reizigers een heel stuk moesten omrijden. Op zaterdag bleek de capaciteit veel te gering en werden door het GVB extra bussen op lijn 34 ingezet. Na een jaar werd deze constructie weer ongedaan gemaakt en werd lijn 34 weer een volwaardige GVB-lijn.  
Op 30 mei 1976 werd lijn 34 verlegd via de Banne II maar bleef eindigen bij de Statenjachtstraat. Op 15 september 1994 kreeg de lijn zijn eindpunt bij het BovenIJ Ziekenhuis. Op 15 december 2010 werd de lijn vanaf het Boven IJ ziekenhuis via de Brug 970 (officieus: IJdoornlaanbrug) doorgetrokken naar het Buikslotermeerplein. Op 14 december 2014 kreeg de lijn zijn eindpunt op het busstation IJzijde achter het centraal station.
Op 22 juli 2018 bij de ingebruikname van de Noord/Zuidlijn werd de lijn ingekort tot het metrostation Noorderpark en de rotonde Meeuwenlaan waar wordt gekeerd. Door de afbraak van de Buikslotermeerpleinbrug werd de lijn op 7 april 2019 verlegd over de IJdoornlaan en Th.Weeversweg naar het Olaf Palmeplein. Op 3 januari 2021 werd lijn 34 ingekort tot metrostation Noorderpark.
De lijn rijdt sinds 1978 met gelede bussen (behalve tussen september 1984 en september 1993 en midden 2018).
Huidig: 15 · 18 · 21 · 22 · 34 · 35 · 36 · 37 · 38 · 40 · 41 · 43 · 44 · 47 · 48 · 49 · 61 · 62 · 63 · 65 · 66 · 68 · 231 · 233 · 245 · 246 · 247 · 267 · 360 · 369 · 461 · 463 · 464
Voormalig: A · B · C · D · E · F · G · H · K · L · M · P · R · S · 5 · 6 · 8 · 11 · 12 · 13S · 14 · 17 · 19 · 20 · 23 · 26 · 28 · 29 · 30 · 31 · 32 · 33 · 39 · 42 · 44P · 45 · 46 · 50/51 · 53 · 54 · 55 · 56 · 57 · 58 · 59 · 60 · 60S · 64 · 67 · 69 · 70 · 95/195 · 148 · 149 · 165/166 · 192 · 199 · 222 · 230 · 232 ·  240 · 248 · 249 · 265 · 269 · 315 · 326 · 465 · 580 · 581 · 582 · 583

Zie ook: Amsterdams busnet · Geschiedenis busnet · Amsterdams nachtbusnet · Portaal openbaar vervoer